# Iterait
Iterait je česká technologická společnost se sídlem v Praze. Firma byla založená v roce 2018 Adamem Blažkem, Filipem Matznerem a Petrem Bělohlávkem a zaměřuje se na vývoj umělé inteligence a její využití v různých oblastech. Především pak ve zdravotnictví, retailu, výrobě, zemědělství a marketingu. Nejznámější produkty společnosti jsou IsletNet, Vividi a Hear-O.[zdroj?] Dříve se firma věnovala projektům na míru, které využívaly umělou inteligenci. Dnes[kdy?] se plně soustředí na vývoj multifunkčního zařízení Vividi.[zdroj?] V roce 2021 se Iterait stal firmou měsíce Česko-německé obchodní a průmyslové komory.

## Vividi
Produkt Vividi je kombinace zařízení a webové aplikace, která shromažďuje zcela anonymizované informace o svém okolí, analyzuje je a vytváří z nich statistiky.[zdroj?] Zařízení využívá technologii Edge AI, což umožňuje distribuované zpracování umělé inteligence uvnitř samotného zařízení a není nutné zachycená data odesílat do serveru. Lokální zpracování obrazu neporušuje nařízení GDPR o uchovávání citlivých dat. Vividi se využívá v nákupních centrech, restauracích, muzeích, nemocnicích, ale i na letištích a v maloobchodě. Zařízení vzniklo na začátku roku 2020. Společnost vyvíjí kromě softwaru i hardware, a to ve spolupráci s českými studenty průmyslového designu a technologickou firmou Jablotronem. V roce 2021 byla na trh uvedena druhá generace. Vividi druhé generace sehrálo důležitou roli při plnění hygienických nařízení vlády v boji s pandemií covidu-19.[zdroj?]

## IsletNet
Aplikace IsletNet pomáhá při experimentální léčbě cukrovky prvního typu. Vyvinuta byla ve spolupráci s pražským Centrem klinické medicíny IKEM.[zdroj?] K úspěšné léčbě pacienta s cukrovkou je dnes možné namísto celé slinivky břišní transplantovat jen Langerhansovy ostrůvky, ve kterých se tvoří inzulin. Aplikace nahrazuje manuální analyzování ostrůvků chirurgem, které probíhá během transplantace.[zdroj?] Původní metoda je časově náročná a zároveň vyžaduje velkou míru přesnosti, aby nevznikaly chyby při ručním měření. Aplikace IsletNet dovede díky umělé inteligenci spočítat a zhodnotit kvalitu ostrůvků během několika vteřin.[zdroj?] Práce, kterou standardně vykonává lékař desítky minut bez přesných výsledků, je nyní provedena téměř okamžitě a zkracuje dobu transplantace.[zdroj?] Filip Matzner získal za vývoj této aplikaci první místo v soutěži Czech DIGIMED Awards 2020 za nápad na digitalizaci zdravotnictví. Aplikaci nyní používají kliniky z celého světa, funguje zdarma.[zdroj?]

## Hear-O
Hear-O je koncept mobilní aplikace, která převádí znakovou řeč do písemné nebo hlasové podoby a tím umožňuje neslyšícím komunikovat. Na zajištění financování byla spuštěna kampaň na platformě Indigogo, která nebyla úspěšná.[zdroj?] Projekt je nyní otevřený k financování a realizaci.[zdroj?]